# Иванов, Никита (футболист, 1996)
Никита Иванов (латыш. Ņikita Ivanovs; 25 марта 1996, Рига) — латвийский футболист, нападающий. Выступал за сборную Латвии.

## Биография
На взрослом уровне выступал с 2012 года за второй состав рижского «Сконто» в первой лиге Латвии. 9 марта 2013 года дебютировал в основной команде «Сконто» в матче Суперкубка Латвии против «Даугавы» Даугавпилс (1:4) и забил в этом матче «гол престижа». Однако в чемпионате в 2013 году не сыграл за основу «Сконто» ни одного матча, а часть сезона провёл на правах аренды в составе аутсайдера первой лиги «Даугава-2/ФШШ» (Рига). 30 марта 2014 года сыграл свой первый матч за «Сконто» в рамках высшей лиги Латвии против «Спартака» (Юрмала), а 13 апреля 2014 года забил первые голы в чемпионате, сделав дубль в ворота «Елгавы». В 2014 году регулярно выступал за «Сконто», сыграв 27 матчей и забив 6 голов, на следующий год лишь 8 раз выходил на замену и забил 2 гола. В составе «Сконто» стал вице-чемпионом Латвии 2014 и 2015 годов, финалистом Кубка Латвии 2013/14 (в финальном матче остался в запасе). В 2015 году сыграл один матч в Лиге Европы.
В 2016 году «Сконто» был переведён по финансовым причинам в первую лигу, после этого Иванов перешёл на правах аренды в РФС, где не смог пробиться в стартовый состав и летом вернулся в «Сконто». В 2017—2018 годах выступал за аутсайдера высшей лиги рижскую «Метту», а с 2019 до июля 2020 года — за другого аутсайдера, «Елгаву». С «Елгавой» стал финалистом Кубка Латвии 2019 года. Летом 2020 года прекратил выступления на профессиональном уровне.
Всего в высшей лиге Латвии сыграл 116 матчей и забил 20 голов.
Был регулярным игроком молодёжной сборной Латвии, сыграв 24 матча и забив один гол, из них 10 матчей — в отборочных турнирах молодёжного чемпионата Европы. Участник Кубков Содружества 2015 года (5 матчей, 1 гол) и 2016 года (4 матча). 3 февраля 2018 года сыграл единственный матч за национальную сборную Латвии — в товарищеской игре против Южной Кореи (0:1) на 76-й минуте заменил Дависа Индранса.

## Достижения
- Серебряный призёр чемпионата Латвии: 2014, 2015
- Финалист Кубка Латвии: 2013/14, 2019